# Speleomantes genei
Speleomantes genei é uma espécie de salamandra da família Plethodontidae.
É endémica de Sardenha (Itália).
Os seus habitats naturais são: florestas temperadas, áreas rochosas, cavernas e habitats subterrâneos (excluindo cavernas).
Está ameaçada por perda de habitat.